# Флетфордський млин
«Флетфордський млин» («Сцена на судноплавній річці») (англ. Flatford Mill (Scene on a Navigable River)) — картина англійського художника Джона Констебла, створена у 1816—1817 роках. Експонується в лондонській Галереї Тейт, якій і належить. Це полотно — перше з так званих «шестифутових» картин, що були написані для щорічної літньої виставки у Королівській Академії мистецтв.

## Історія
Картина була створена у 1816 році за декілька місяців до шлюбу художника з Марією Бікнелл. Спочатку Констебл зробив кілька ескізів з різних ракурсів. Хоча майже вся картина була написана на пленері, деякі деталі були дописані в студії пізніше: хлопчик і кінь на передньому плані, причальний стовп у лівій частині полотна
Після показу картини під назвою «Сцена на судноплавній річці» в Королівській академії мистецтв у 1817 році Констебл у студії переписав верхівки дерев і все небо, ймовірно, для другого показу у Британському інституті в січні 1818 року, де вона експонувалася вже під назвою «Флетфордський млин».
Констебл не продав картину протягом свого життя, і вона перейшла у спадщину його доньці Ізабель, яка у 1888 році заповіла полотно від себе, своїх сестри Марії Луїзи та брата Лайонела Бікнелла Галереї Тейт у Лондоні, де твір експонується до сьогодні.

## Опис
Картина написана олією на полотні.
Дві легкі баржі просуваються вгору річкою Стор у Саффолку. Баржі буксирувались за допомогою канатів, прив'язаних до коня. На картині хлопчик відв'язує канат, аби баржа могла проплисти під Флетфордським мостом.
На задньому плані — село Іст Бергхолт. Небо затягують хмари. Велика колода у лівому нижньому куті — одна з опор млина.
На полотні панує спокій, майже аркадська безтурботність буття.